# Marie Řihošková
Marie Řihošková, est une kayakiste tchèque.

## Palmarès

### Championnats du monde
- 2010 à Tacen,  Slovénie
  -  Médaille d'or en K1 par équipe
- 2006 à Prague,  République tchèque
  -  Médaille d'argent en K1 par équipe
- 2002 à Bourg Saint-Maurice,  France
  -  Médaille d'argent en K1 par équipe

### Championnats d'Europe
- 2002 à Čunovo,  Slovaquie
  -  Médaille d'or en K1 par équipe
- 2008 à Cracovie,  Pologne
  -  Médaille d'argent en K1
- 2006 à  L'Argentière-la-Bessée,  France
  -  Médaille d'argent en K1 par équipe